# 푸르메재단
푸르메재단은 대한민국의 비영리공익재단이며 장애인 지원 전문단체이다. 2004년 8월 17일에 강지원 변호사, 박원순 변호사, 김성구 샘터사 사장, 이정식 CBS사장, 조인숙 다리건축대표, 백경학 상임대표 등이 주축이 되어 장애인들을 위한 재활병원을 건립하기 위해 이 재단을 만들었다. 2012년 7월, 서울특별시 종로구 신교동 66번지에 대한민국 내 최초의 '민간기부 재활센터'인 <세종마을 푸르메센터>를 개관했고, 이 센터에는 양·한방이 통합된 재활센터와 장애인 전용 치과의원, 종로장애인복지관이 함께 들어와 있으며 차량 180여 대를 댈 수 있는 공영주차장도 포함돼 있다. 2016년 4월 28일 푸르메어린이재활병원이 개원하였다. 이 푸르메재단 넥슨어린이재활병원은 지상 7층, 지하 3층으로 된 건물로 매일 500명의 장애 어린이를 전문적으로 치료하였다.
어린이재활병원 건립 후 발달장애 청년을 위한 평생 일자리 사업을 추진했다. 대국민 캠페인을 통해 경기도 여주시 소재의 농장 부지 3,600평을 기부받아 스마트팜을 기반으로 한 일터 건립에 나섰다. 2020년 10월 착공한 푸르메소셜팜은 2021년 4월 첨단유리온실을 먼저 완공해 방울토마토를 재배하기 시작했고, 2022년 8월 베이커리 카페 <무이숲>, 교육문화센터까지 완공했다. 현재 총 55명의 발달장애 청년이 정직원으로 근무하고 있다.
이외에 장애인을 위한 재활치료비와 수술비, 맞춤형 보조기구 등을 지원하고 있다. 장애어린이·청소년 의료재활비, 맞춤형 보조기구, 정형신발, 장애인 치과치료비, 비장애형제·자매 교육비 및 심리치료비, 장애인 가족여행 등을 지원한다.
가수 션, 야구선수 이정후와 야구코치 이종범 부자, 축구선수 김민재, 산악인 엄홍길, 이지선 이화여대 사회복지학과 교수, 서경덕 성신여대 교양학부 교수, 축구선수 이근호(현 축구해설위원) 등이 홍보대사로 활동 중이다.